# موتي ألموز

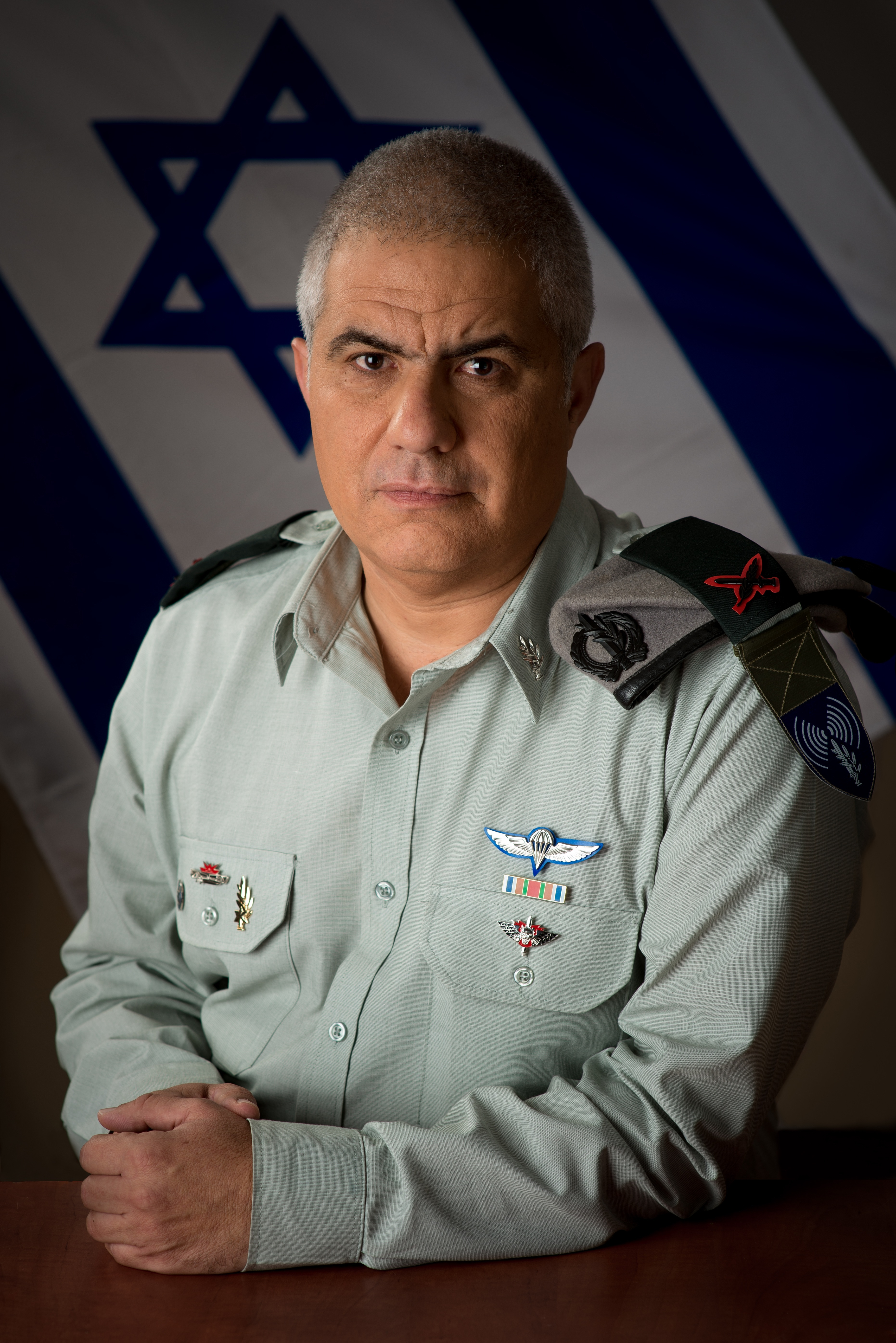
موتي ألموز

موتي ألموز (بالعبرية:מוטי אלמוז) (ولد 1967) عسكري إسرائيلي برتبة بريجادير(عميد) متحدث رسمي باسم الجيش الإسرائيلي .
وكان قد قرر رئيس أركان الجيش الإسرائيلي الجنرال بيني جانتس تعيين رئيس الإدارة المدنية البريجادير موتي ألموز متحدثا باسم جيش الدفاع خلفا للبريجادير يؤاف مردخاي عام 2014 .

## مناصب سابقة
- قائد كبير سابق في سلاح الهندسة القتالي الإسرائيلي .
- ورئيس سابق للإدارة المدنية الإسرائيلية.